# Benito Mussolini
 Der er for få eller ingen kildehenvisninger i denne artikel, hvilket er et problem. Du kan hjælpe ved at angive troværdige kilder til de påstande, som fremføres i artiklen.

 Denne artikel bør gennemlæses af en person med fagkendskab for at sikre den faglige korrekthed.

Benito Amilcare Andrea Mussolini også kaldet Il Duce (født 29. juli 1883, død 28. april 1945) var en italiensk diktator (1922-43) og leder af det fascistiske parti.
Mussolini var først socialist, men blev ekskluderet af partiet da han gik ind for Italiens deltagelse i 1. verdenskrig. I 1919 grundlagde han den fascistiske bevægelse og terroriserede arbejdere og faglige organisationer. Han fik støtte af borgerskabet og storkapitalen. I 1921 stiftede han det fascistiske parti, og efter marchen mod Rom blev han regeringschef.
Mussolini skabte den fascistiske stat med statsterror og propaganda. Ved karisma, total kontrol med medierne og mistænkeliggørelse af politiske rivaler nedbrød han det demokratiske samfundssystem og skabte en korporativ stat.
Han indgik forlig med Vatikanstaten og bragte en gammel konflikt til ophør. Udenrigspolitisk var han imperialist og drømte om et italiensk imperium omkring Middelhavet som Romerrigets. Han erobrede Abessinien 1935-36 og støttede Franco i Den Spanske Borgerkrig. I 1936 tilsluttede han sig Berlin-Rom-Aksen og indgik et nært samarbejde med Hitler. I 1939 besatte Italien Albanien, men holdt sig tilbage ved 2. verdenskrigs udbrud. Under Slaget om Frankrig i 1940 gik Italien ind i krigen på Tysklands side, da det stod klart at tyskerne ville vinde. Den italienske krigsførelse blev imidlertid ikke nogen succes, og specielt de nordafrikanske og græske felttog blev en katastrofe.
Efter den allierede landgang på Sicilien blev Mussolini styrtet ved et møde i Det Fascistiske Storråd i juli 1943 og interneret. Han blev befriet allerede i september ved en dristig luftaktion af tyske SS-tropper og blev af tyskerne indsat som regeringschef for en marionetregering i det nordlige tyskbesatte Italien.
I april 1945 forsøgte Mussolini at flygte til Schweiz, men blev pågrebet og skudt af italienske partisaner i nærheden af Comosøen. Derefter blev liget fragtet til pladsen Piazzale Loreto hvor han, sammen med blandt andre elskerinden Claretta Petacci og en gruppe anholdte fascister, hængtes med hovedet nedad fra tagkonstruktionen på en benzinstation.

## Barndom og ungdom
Mussolini blev født i Norditalien ved landsbyen Predappio den 29. juli 1883. Han blev ikke døbt, da hans forældre var modstandere af religion. Han var søn af en fattig smed og socialist, Alessandro Mussolini, og en katolsk lærerinde, Rosa Mussolini, født Maltoni. Hans mor var i en kort tid også hans lærerinde.
Mussolini var opkaldt efter Benito Juarez, Amilcare Cipriani og Andrea Costa. Det havde hans far bestemt.. Farens valgte tre socialistiske helte, Amilcare og Andrea var anarkosocialister og Benito Juarez mexicansk venstrepolitiker og præsident. Mussolini var den ældste af tre søskende.
Mussolinis far havde været medlem af 1. Internationale som Karl Marx og Friedrich Engels og var også medlem af socialistpartiet i Italien. Mussolini skrev i sin selvbiografi at hans fars hjerte bankede for den socialistiske teori, og at han læste højt af Kapitalen af Karl Marx. Det var også hans far der påvirkede ham i socialistisk retning.
| Citat                                                                       | Af verdslig gods havde han ikke noget at give i arv, men af åndelig gods efterlod han sig en skat: Ideen. | Citat |
| Mussolini, 1910 i sit månedstidsskrift «La Lotta di Classe» ved farens død. | |       |

## Socialist
Mussolini meldte sig i 1900 ind i Det italienske Socialistparti (Partito Socialista Italiano) og arbejdede fra 1910 til 1914 som sekretær i socialistpartiet i Forli og som redaktør i den lokale arbejderavis «La Lotta di Classe» (Klassekampen). Da Italien gik i krig imod Tyrkiet i 1911, blev han fængslet for pacifistisk propaganda. Senere flyttede han til Milano som redaktør for socialistpartiets partiavis »Avanti«. I Milano blev han leder i socialistpartiet. Han var også medarbejder på tidsskriftet ”Soffitta”.
I 1901 fik Mussolini eksamen som folkeskolelærer. Det var sværere end han troede at få arbejde. Han fik afslag i byerne Legnano, Tolentino, Ancona og Castelnuovo Scrivia. Heller ikke hans egen hjemby ville have ham som sostituto aiutante (hjælpelærervikar). Han fik i februar 1902 stilling ved folkeskolen i Pieve Saliceto i kommunen Gualtieri, den første kommune i Italien som havde et kortvarigt socialistisk lokalstyre.
Mussolini var påvirket af at hans far var socialist, og han var lige så ivrig som han med at læse omfattende værker af Karl Marx, Mikhail Bakunin, Louis-Auguste Blanqui, Georges Sorel, Friedrich Nietzsche og Max Stirner.
Mussolini havde arvet sin fars had imod religion, især imod katolicismen. Da han var ti år gammel, blev han hylende og under protest tvunget til skolemesse. Efter en række episoder i 1894 blev han straffet ved at dumpe fra 4. til 2. klasse. Det fik ham til at kaste sten på menigheden under messen, kaste et blækhus mod en lærer og knivstikke en anden elev i hånden. Herefter tog hans forældre ham ud af skolen. Han kom på en anden skole, hvor han klarede sig bedre, fik gode karakterer og fik en god mellemskoleeksamen i september 1898. Han blev dog smidt ud i oktober samme år for et sammenstød med en anden elev.

### Schweiz
Sex var en årsag til, at Mussolini fandt det bedst at rejse fra landet i de sene ungdomsår. Han havde haft sex med andres hustruer, skyldte penge, lagde sig ud med de lokale myndigheder og ville ikke i soldatertjeneste. Derfor drog han i 1902 til Lausanne i Schweiz Han var modstander af værnepligten. Det gik dårligt i Schweiz: han blev anholdt for at stjæle mad og sad en nat i arresten. Det gav ham lyst til at lære tysk og fransk.
To gange blev han udvist fra Schweiz. Den 28. juni 1903 blev han fængslet for socialistisk propaganda og udvist 30. juni efter tolv dages fængsel. Den 9. april 1904 blev han opdaget med en forfalsket opholdstilladelse. Han sad arresteret i syv dage i Bellinzona. Hjemme var han idømt et års fængsel for at unddrage sig soldatertjeneste. Men socialistiske og anarkistiske venner skjulte ham i den italiensktalende del af Schweiz.
Schweiz var tilflugtssted for socialistiske radikale fra hele Europa. Mussolini kom i kontakt med russiske socialister og anarkister, bl.a. Giacinto Menotti Serrati og Angelica Balabanoff; hun var en af Lenins medarbejdere. Hun blev trods senere påstande om det modsatte ikke hans elskerinde, men lærte ham om marxisme og underviste ham i tysk. De var venner i to årtier, til deres politiske veje skiltes. Det vides ikke, om Mussolini mødte Lenin, men de havde hørt om og talt om hinanden.
Tiden i Schweiz var kummerlig. Mussolini drog rundt i landet, havde tilfældigt arbejde, men brugte mest tid sammen med sine venner på venstrefløjen. Hans deltagelse i deres aktioner bragte ham flere gange i konflikt med den schweiziske ordensmagt, og han var i tvivl om det var klogt at blive i landet. Han overvejede at søge arbejde på Madagaskar, tage arbejde for en socialistisk avis i New York eller slutte sig til andre socialister i eksil i den amerikanske delstat Vermont.

### Tilbage til Italien
Men i november 1903 blev der i anledning af fødslen af tronarvingen Umberto givet amnesti for italienere, som havde undgået værnepligten ved at flygte fra Italien. Det fik Mussolini til at tage tilbage til Italien og melde sig til militærtjeneste i Forli. Han fik orlov for at tage til sin mors begravelse. Da hans mor døde i 1906, indledte hans far et forhold til Anna Guidi, hvis datter, Rachele, blev Mussolinis kone.
I 1904 begyndte Mussolini på journalistik, som blev en lidenskab der fulgte ham hele livet. Han skrev for forskellige socialistiske blade og aviser. Han rettede en voldsom kritik mod reformismen, som han ikke mente var revolutionær. Han udviklede igennem årene en stadigt stærkere foragt for reformismen, og han prøvede at få hele den socialistiske bevægelse til at slutte sig til sin definition af revolutionær syndikalisme.
Da han kom tilbage til Predappio, blev han anfører for en landarbejderstrejke. Den 18. juni 1908 blev han arresteret for trusler, og han blev straks stillet for retten og idømt tre måneders fængsel. Efter 15 dage blev han løsladt mod kaution. I september samme år blev han fængslet igen, nu i ti dage for at have arrangeret et ulovligt møde i Meldola.
I februar 1909 kom han til det østrigske Tyrol, hvor den italiensktalende del af befolkningen var i overtal, også i arbejderklassen. I byen Trient blev han sekretær for byens socialistiske arbejderforening og redaktør af dens avis «L'Avvenire del Lavoratore». Allerede den 7. marts kom han i journalistisk klammeri med Alcide De Gasperi, redaktør for det katolske tidsskrift «Il Trentino», senere det befriede Italiens første statsminister efter 2. Verdenskrig.
Han blev medarbejder ved Trients socialisters partiorgan tidsskriftet «Il Popolo». Han og tidsskriftets grundlægger, journalist og socialistleder Cesare Battisti, blev delegerede ved det østrigske rigsråd. Battisti kæmpede mod partilinjen, for at den italiensktalende del af Østrig skulle løsrives og indlemmes i Italien. Selv om det ikke stemte med socialistpartiets linje, vandt det genklang hos Mussolini.
Den 10. september 1909 blev Mussolini fængslet i Rovereto efter at have spredt forbudt litteratur og for at have opfordret til vold; den 29. blev han udvist fra Østrig-Ungarn og vendte tilbage til Forli.
Hjemme i Italien blev han partisekretær i 1910. I Forli fortsatte han sit journalistiske arbejde. Han begyndte at komme sammen med Rachele Guidi d. 17.januar samme år, og 1.september blev Edda født, det første af hans fem børn.
I december 1912 blev Mussolini chefredaktør for «Avanti!», som blev redigeret og udgivet i Milano. Oplaget steg fra 20.000 til 100.000 eksemplarer.
I november 1913 grundlagde Mussolini et nyt tidsskrift ”Utopia”. Navnet var inspireret af Thomas Mores bog Utopia fra 1500'tallet. Han opfattede Thomas More som den første socialist.

## 1. verdenskrig
Den 9. juli 1914 blev han valgt til byrådet i Milano. Der var fremgang for socialisterne ved de fleste regionsvalg i Italien.
I 1914 begyndte 1. verdenskrig. Først var han modstander af krigen og mente Italien burde holde sig ude af den. Nogle måneder efter krigens udbrud ændrede han mening, og over for Cesare Battisti udtalte han at Italiens neutralitet var meningsløs, fordi landet ville ende som passiv støtte for Tyskland og Østrig-Ungarn. Den 10. oktober 1914 meldte han i parti-avisen Avanti at han var skeptisk over den italienske neutralitet.
Hans partikammerater så ham som en forræder imod socialismen, og han blev ekskluderet fra socialistpartiet den 24. november 1914.
Mussolini begyndte på sin egen avis, som støttede krigsdeltagelsen den 24. november 1914.
Den 23. maj erklærede Italien krig imod Tyskland og Østrig-Ungarn. Mussolini støttede krigen, blandt andet som reaktion på at Østrig-Ungarn ikke ville afstå italiensktalende områder til gengæld for Italiens neutralitet. Samtidig fastholdt han at han var socialist. Andre mente at han i så fald var en nationalistisk socialist.
Han blev indkaldt den 31. august 1915. Den 22. februar 1917 blev han lettere såret, da en italiensk granat eksploderede, og skaderne medvirkede til at han blev kasseret i august 1917.
I oktober 1917 blev Italien ramt af en militær katastrofe ved Flitsch/Tolmein (Caporetto), og landet var tæt på at kapitulere. Italien kom ud af krigen med stor gæld og arbejdsløshed, og brød næsten sammen. Arbejderbevægelsen foretog, inspireret af Lenin, et revolutionsforsøg under «de to røde år» (Biennio rosso). Den lavede strejker og besatte fabrikker og landejendomme.
Efter krigen var Mussolini bandlyst fra de socialistiske og marxistiske rækker, men han var politisk aktiv i nationalsyndikalistiske kredse. De ønskede en revolution der ville erstatte Italiens parlament med en fagforeningsforsamling. De var få og havde ingen politisk indflydelse i Italien, men de havde betydning for Mussolini og hans fascistiske tanker; mange af nationalsyndikalisterne blev senere fascister.

## Fascisme
I 23. februar 1919 var han med til at grundlægge Kampforbundet, og allerede ved valget i november samme år kunne det nyoprettede parti stille flere kandidater til nationalvalget.
Han terroriserede med sit kampforbund og fascistiske partiarbejdere de faglige organisationer. Han hadede nu socialister over alt andet og fik støtte hertil af borgerskabet og storkapitalen, som frygtede en socialistisk revolution.
I 1921 stiftede han det fascistiske parti. Den 2. februar samme år blev han udsat for et attentatforsøg af Michele Schirru. Den 6. september 1924 blev et nyt attentatforsøg forhindret. Et i november 1926 blev udført at Tito Zaniboni.
I sommeren 1922 marcherede knap 50.000 fascister mod Rom for at kræve den liberale regeringens afgang. Den havde ønsket at få det socialistiske oprør standset.
Efter marchen mod Rom blev Mussolini regeringschef i en koalitionsregering. I 1924 vandt fascisterne valget med et klart flertal og kunne danne regering alene. Mussolini blev chef for regeringen. Mellem 1922 og 1926 fik hans hemmelige politi stoppet den socialistiske modstand ved at myrde deres ledere.
Igen i 1926 vandt Mussolini, og efter et forbud mod socialister og kommunister begyndte han føre de fascistiske teorier ud i praksis: han begyndte en jagt på de liberale, som hurtigt flygtede fra Italien eller gik under jorden. Efter valget blev Mussolini hvert fjerde år indsat som statsleder af Italiens konge Victor Emanuel 3., og dermed kunne han styre, uden at landets grundlov blev brudt. Regeringen satsede især på politiet og hæren, samt sygehuse og uddannelsessteder.
Mussolini skabte den fascistiske stat ved statsterror og propaganda, såsom programmet dopolavoro (= efter arbejdet), der tilbød en mængde gratis aktiviteter efter arbejdstid, nærmest som en fritidsklub for voksne. Fascistpartiet ønskede at involvere hele befolkningen i sin politik, og oprettede en række børne- og ungdomsorganisationer. Denne politik blev kaldet totalitario (= helhedlig). Mussolini selv talte om en stato organico, en organisk stat. Han syntes ikke om den "servile og fremmedartede" høflighedsform lei. På italiensk betyder pronomenet lei både "hun" og høflig tiltale (dansk "De"). Mussolini ville have en slut på, at mænd blev tiltalt med et hunkønsord, og fik indført et påbud om i stedet at anvende formen voi (= I), tilsvarende den franske høflighedsform vous.
Ved at bruge sin karisma, gennem total kontrol med medierne og mistænkeliggørelse af politiske rivaler nedbrød han det demokratiske samfundssystem og skabte en korporativ stat. Som led i denne proces blev lederen for socialisterne, Giacomo Matteotti, bortført og myrdet. Fra 1927 havde fascisterne den fulde magt i Italien.
Han indgik forlig med Vatikanstaten, og løste dermed en konflikt vedrørende Italiens annektering af Rom i 1871. Udenrigspolitisk var han imperialist og drømte om etablering af et italiensk imperium omkring Middelhavet ligesom Romerrigets Mare Nostrum. Han erobrede Abessinien i 1935-36.
Mussolini støttede Franco i Den Spanske Borgerkrig og den spanske hærs oprør; italienske soldater kæmpede sammen med tyske mod regeringen.
Benito Mussolini blev i 1935 nomineret til Nobels Fredspris, der dog blev tildelt den tyske pacifist Carl von Ossietzky.

### Den fascistiske teori
Fascisme (på italiensk, fascismo) refererer til den autoritære, politiske bevægelse som styrede Italien fra 1922 til 1943 under ledelse af Benito Mussolini. Først i 1960'erne er fascisme blevet opfattet som navnet på en mere generel politisk ideologi. Fascistpartiets symbol var det stavknippe, fasces, som i det gamle Rom var liktorernes symbol. Dens økonomiske system var økonomisk socialisering.
I mellemkrigstiden var fascismen en nydannelse, som i militariserede bevægelser splittede de traditionelle konservative partier; særlig de unge blev tiltrukket, og fascismen nåede sit højdepunkt.
Der dannedes fascistiske partier i alle lande med klar gensidig påvirkning, og i en række lande fik disse partier tilstrækkelig tilslutning til at få indflydelse. I Italien (1922) og Tyskland (1933) kom fascistiske regimer til magten, mens fascistpartier i Spanien, Portugal, Østrig, Rumænien og Ungarn var med i dannelsen af fascistvenlige regeringer. I Frankrig, Belgien og Finland deltog disse partier i yderliggående, men kortvarige fremstød mod arbejderbevægelsen. Kun i Skandinavien, Holland og Storbritannien fik de ringe tilslutning.
Det har ført to fascismeteoretikere, amerikaneren Matthew Lyons og englænderen Roger Griffin, til ”positive” definitioner af fascisme som hårdkogt nationalisme.
De mener, at kernen i fascismen er kampen for en genfødsel eller nyfødsel (palingenese) af nationen. Nationen kan så opfattes som et ubrydeligt fællesskab ”os” (byggende på etnisk, biologisk, religiøst eller lignende grundlag), hvis værdier skal styrkes, mens ødelæggende kræfter af dette fællesskab, ”dem”, skal kritiseres, bekæmpes eller ryddes bort.
Denne generiske fascismeteori, der også kaldes den nye konsensus i forskningen, kan omfatte
- både stærkt voldelige fascistiske regimer, som det nationalsocialistiske Tyskland, der pga. særegne betingelser slog ud i bl.a. en eliminatorisk antisemitisme,

- ovennævnte bevægelse af nationalistiske grupperinger, der arbejder på et anti-totalitaristisk og demokratisk grundlag.

Formålet med den generiske fascismeteori er at beskrive en ideologi, ikke diverse historiske bevægelser.

## Samarbejde med Tyskland og 2.verdenskrig
I 1936 tilsluttede Mussolini sig Berlin-Rom-Aksen og gik ind i et nært samarbejde med Adolf Hitler; men han holdt sig tilbage ved 2. verdenskrigs udbrud i september 1939, da den fascistiske regering ikke var enig om at gå i krig. Mussolini støttede Tyskland fuldt ud og var fascineret af Hitler.
Der var mange jøder i den fascistiske bevægelse og regering i Italien. Mussolinis jødiske elskerinde Margherita Sarfatti udgav i 1925 en biografi om Mussolini.
Han indførte racelove i 1938: nu blev jøderne forfulgt som de i Tyskland havde været det fra begyndelsen af 1930'erne og især efter Krystalnatten i november 1938.
Efter den tyske besættelse af Tjekkoslovakiet i 1939 udnyttede Italien lejligheden til at invadere Albanien.
Under Slaget om Frankrig i 1940 gik Italien ind i krigen på Tysklands side. Det skete dog ikke uden modstand fra Mussolinis udenrigsminister grev Galeazzo Ciano, der var modstander af nazismen.
Italiens uventede angreb på Grækenland i 1940 var en fiasko. Tyskland måtte hjælpe de italienske soldater.
Det samme skete da de angreb Ætiopien. Men Ætiopien var for langt væk for tyskerne, og landet blev hurtigt erobret af engelske soldater.
Det gik også galt for Italien da Mussolini gav ordre til at invadere Ægypten i 1940: efter kun seks måneder var den italienske hær næsten knust af den engelske. I februar 1941 sendte Hitler atter tysk militærhjælp, denne gang med general Erwin Rommel i spidsen for at forhindre at Mussolinis hær blev drevet helt ud af Ægypten.
Franco, som havde vundet den spanske borgerkrig, var ikke uden skepsis over for Hitler og støttede ikke krigen men erklærede Spanien neutralt. Mussolini holdt fast ved Hitler, og i december 1941 erklærede han krig mod USA sammen med Tyskland og Japan

### Italien invaderes
Efter at den tyske hær i Ægypten havde overgivet sig tidligt i 1943, invaderede de allierede den italienske ø Sicilien den 9. juli 1943. Invasionen blev afsluttet den 17. august 1943.
Mussolinis søn Bruno Mussolini døde i 1943 et halvt år før Mussolini blev afsat, mens Bruno testede et fly. Bruno var bombepilot under krigen. Efter sønnens død skrev Mussolini en meget følelsesladet bog om ham.

## Afsat som regeringsleder

### Flugt
Da de allierede havde gennemført landgang i Italien (Sicilien 10. juli 1943), blev Mussolini fjernet som regeringsleder: først ved at han kom i mindretal ved en afstemning i det Fascistiske Storråd 23.-24. juli, dernæst ved at kong Vittorio Emmanuele afsatte ham som regeringschef, hvad han ifølge forfatningen havde myndighed til. Under et besøg hos kongen den 25. juli blev Mussolini arresteret og ført væk i en ambulance.
Hitler ville ikke lade sin ven i stikken og kaldte den 25. juli 1943 SS Hauptsturmführer Otto Skorzeny til sit hovedkvarter Wolfsschanze, hvor han fik til opgave at lokalisere og befri Mussolini. Skorzeny, der tilhørte specialenheden Sonderverband z.b.V Friedenthal under Walter Schellenberg, blev tilknyttet faldskærmstroppernes chef, general Kurt Student.
Han havde planlagt at bringe Mussolini ud med et fly, og tyske faldskærmstropper havde derfor besat den nærliggende flyveplads Aquila, men Skorzeny kunne ikke få kontakt med Rom og få fat i de nødvendige fly. En anden mulighed var at lade et let fly lande ved hotellet; det blev forsøgt, men flyet beskadigede understellet og kunne ikke lette igen. Over dem befandt sig kaptajn Gerlach, general Students personlige pilot, i et Fieseler Fi 156 recognoseringsfly. Han gennemførte en perfekt landing, men da han hørte at Skorzeny ville have ham til at lette ikke bare med Mussolini, men også med Skorzeny, afviste han blankt. Han gav dog efter til sidst og det lykkedes Gerlach at få flyet i luften. Få timer senere var Musssolini i Wien. Den 23. september blev han af Hitler indsat som statschef for den nordlige italienske republik.
Skorzeny blev forfremmet til SS-Sturmbannführer og fik Jernkorsets ridderkors af Hitler.
Den tyske befrielse af Mussolini den 12. september 1943 fra Gran Sasso fik betegnelsen "Operation Eiche".
I juni 1944 befriede de allierede styrker hovedstaden Rom. Den befriede del af Italien indgik våbenhvile med de allierede og erklærede krig mod Tyskland.
Mussolinis svigersøn og Italiens udenrigsminister, Galeazzo Ciano, blev henrettet den 11. januar 1944, da han havde været med i kuppet mod Mussolini.

### Fanget af partisaner
Den 26. april 1945 blev Mussolini, hans elskerinde Claretta og 31 fascister stoppet af kommunistiske partisaner ved Musso på den vestlige bred af Comosøen mellem klokken 7 og 8 om morgenen. Partisanen Urbano Lazzaro genkendte Mussolini og arresterede ham. Mussolini havde forklædt sig som tysk soldat og var fulgt med en tysk kolonne på vej hjem.
Den 28. april 1945 blev Mussolini, hans elskerinde Clara Petacci og regeringsmedlemmerne Francesco Barracu, Alessandro Pavolini, Fernando Mezzasomma, Paolo Zerbino og Archille Starace henrettet ved skydning. Deres lig blev hængt op med hovedet nedad på en benzinstation i Milano. De blev hemmeligt begravet på Musoco kirkegården i Milano.
I officielle dokumenter oplyste frihedskæmperne at det var Walter Audisio der i det italienske folks navn henrettede Mussolini.
De italienske myndigheders gav i 1946 amnesti for krigshandlinger. Henrettelsen af Mussolini er omfattet af den.

## Eftermæle
I 1946 stjal tre fascister Mussolinis lig og gemte det i en smal kiste i et kloster ved byen Pavia. Politichefen konfiskerede liget og skjulte det de næste 10 år. Det lykkedes først Mussolinis enke Donna Rachelle Mussolini at få det udleveret i 1957. Benito Mussolini blev genbegravet den 1. september 1957 i familiens private gravsted i byen Predappio.
Familien beholdt navnet efter krigen: Mussolinis yngste søn Romano Mussolini og dennes datter, Alessandra Mussolini, var aktive i det fascistiske parti «Movimento Sociale Italiano», senere Alleanza Nazionale. Hun er medlem af det italienske parlament og EU-parlamentet.
Efter krigen forsøgte Mussolinis kone Rachele at opponere mod socialister og kommunister, der mente at Mussolini var højreekstremist. Det mente hun ikke han var.

### Konspirationer om hans død
Efter Mussolinis død er der opstået flere konspirationsteorier om omstændighederne ved hans død. Nogle mener, at han blev myrdet på ordre fra den engelske premierminister Winston Churchill af en italiensk partisan Bruno Lonati og en engelsk agent med kodenavnet »Kaptajn John«.
Det passer ikke med den gamle version, hvor den italienske diktator og hans elskerinde, Claretta Petacci, blev skudt af italienske partisaner anført af Walter Audisio. Det skete ifølge den officielle version nær Comosøen 28. april 1945.
Grunden til konspirationsteorien skulle være at Mussolini havde breve fra Winston Churchill, der tilbød en separatfred med Italien. En sådan aftale havde været et brud på de allieredes aftale på topmødet i Casablanca om Italiens, Tysklands og Japans betingelsesløse overgivelse.
Mussolini skrev den 24. april 1945 til Churchill en bøn om retfærdighed og retten til at forsvare sig.

## Børn
- Edda (datter) f. 1910 – d. 1995
- Vittorio (søn) f. 1916 – d. 1997
- Bruno (søn) f. 1918 – d. 1943
- Romano (søn) f. 1927 – d. 2006
- Anna Maria (datter) f. 1929 – d. 1968

## Skriftlige værker

### Værker
- L'uomo e la divinità: Dio non esiste (1904)
- La filosofia della forza (1908)
- La santa di Susà (publisert 12. juni 1909)
- Claudia Particella, l'amante del Cardinal Madruzzo (føljetongroman i Il Popolo over 57 dager, fra og med 20. januar 1910)
- La tragedia di Mayerling (1910) (da upublisert)
- Il Trentino veduto da un socialista (1911)
- L'amante del cardinale (1911)
- La mia vita (1911-12)
- Giovanni Huss il veridico (1913)
- Vita di Arnaldo (1932)
- Scritti e discorsi (1914-39, 12 bind)
- Parlo con Bruno (1943)
- Pensieri pontini e sardi (1943)
- Il tempo del bastone e della carota – Storia di un anno (ottobre 1942 – settembre 1943), * artikler trykt i Corriere della Sera og senere udgivet samlet som bilag til samme avis 9. august 1944.

### Samlede værker
Mellem 1951 og 1962 udgav forlaget La Fenice Mussolinis samlede værker i, i alt 35 bind, redigeret af Edoardo og Duilio Susmel.

## Myte om tog til tiden
Benito Mussolini fik ikke “togene til at køre til tiden”, som det ellers til tider siges. Meget af togenes reparationsarbejde blev udført før Mussolini og det Nationale Facist Parti kom til magten i 1922. Fortællinger fra dengang peger på at de Italienske toges legendariske følgen af tidsplanen var mere af en myte end en realitet. Mussolinis tog var ofte udsat for strejker grundet hans konflikt med fagforeninger.